# 60e cérémonie des Filmfare Awards

La cérémonie des 60e Filmfare Awards, présentée par Karan Johar, Alia Bhatt et Kapil Sharma, s'est déroulée le 31 janvier 2015 à Mumbai, en Inde.

## Palmarès

### Récompenses populaires
| Catégorie                             | Lauréat |
| ------------------------------------- | --- |
| Meilleur film                         | Queen - réalisé par Vikas Bahl - produit par Anurag Kashyap et Vikramaditya Motwane - avec Kangana Ranaut, Rajkummar Rao et Lisa Haydon |
| Meilleur réalisateur                  | Vikas Bahl (Queen) |
| Meilleur acteur                       | Shahid Kapoor (Haider) |
| Meilleure actrice                     | Kangana Ranaut (Queen) |
| Meilleur acteur dans un second rôle   | Anil Kapoor (Dil Dhadakne Do) |
| Meilleure actrice dans un second rôle | Priyanka Chopra (Bajirao Mastani) |
| Meilleur espoir masculin              | Fawad Afzal Khan (Khoobsurat) |
| Meilleur espoir féminin               | Kriti Sanon (Heropanti) |
| Meilleur réalisateur débutant         | Abhishek Varman (2 States) |
| Meilleure direction musicale          | Shankar-Ehsaan-Loy (2 States) |
| Meilleur parolier                     | Rashmi Singh pour "Muskurane" (CityLights)                                                                                              |
| Meilleur chanteur de play-back        | Ankit Tiwari pour "Galliyan" (Ek Villain)                                                                                               |
| Meilleure chanteuse de play-back      | Kanika Kapoor pour "Baby Doll" (Ragini MMS 2)                                                                                           |

### Récompenses décernées par les critiques
| Catégorie         | Lauréat |
| ----------------- | --- |
| Meilleur film     | Ankhon Dekhi - réalisé par Rajat Kapoor - produit par Manish Mundra - avec Sanjay Mishra, Seema Pahwa et Rajat Kapoor |
| Meilleur acteur   | Sanjay Mishra (Ankhon Dekhi)                                                                                          |
| Meilleure actrice | Alia Bhatt (Highway)                                                                                                  |

### Récompenses techniques
| Catégorie                          | Lauréat                                           |
| ---------------------------------- | ------------------------------------------------- |
| Meilleure histoire                 | Rajat Kapoor (Ankhon Dekhi)                       |
| Meilleur scénario                  | Rajkumar Hirani et Abhijat Joshi (en) (PK)        |
| Meilleur dialogue                  | Abhijat Joshi (en) et Rajkumar Hirani (PK)        |
| Meilleur montage                   | Abhijit Kokate et Anurag Kashyap (Queen)          |
| Meilleure chorégraphie             | Ahmed Khan pour "Jumme Ki Raat" (Kick)            |
| Meilleure photographie             | Bobby Singh et Siddharth Diwan (Queen)            |
| Meilleure direction artistique     | Subrata Chakraborty et Amit Ray (Haider)          |
| Meilleur son                       | Anilkumar Konakandla et Prabal Pradhan (Mardaani) |
| Meilleurs costumes                 | Dolly Ahluwalia (Haider)                          |
| Meilleure musique d'accompagnement | Amit Trivedi (Queen)                              |
| Meilleurs effets spéciaux          | —                                                 |
| Meilleure action                   | Sham Kaushal (Gunday)                             |